# Малиновка (Алейский район)
Мали́новка — село в Алейском районе Алтайского края России. Административный центр и единственный населённый пункт Малиновского сельсовета.

## География
Село находится в центральной части Алтайского края, в лесостепной зоне, на расстоянии 32 км (по прямой) к западу от города Алейск, административного центра района. Абсолютная высота — 244 м над уровнем моря.

### Климат
Климат резко континентальный. Средняя температура января: −17,6 ºС, июля: + 20 ºС. Годовое количество осадков: 440 мм.

## История
Основано в 1920 году. В 1928 году выселок Малиновский состоял из 102 хозяйств, основное население — русские. В административном отношении являлся центром Малиновского сельсовета Боровского района Барнаульского округа Сибирского края.

## Население
| 1926 | 1997 | 1998 | 1999 | 2000 | 2001 | 2002 | 2003 | 2004 |
| ---- | ---- | ---- | ---- | ---- | ---- | ---- | ---- | ---- |
| 558  | ↗690 | ↗703 | ↗712 | ↘701 | ↘700 | ↘673 | ↘642 | ↘614 |
| 2005 | 2006 | 2007 | 2008 | 2009 | 2010 | 2011 | 2012 | 2013 |
| ↘511 | ↗535 | ↘447 | ↘439 | ↘437 | ↘383 | →383 | ↘371 | ↘346 |
| 2014 | 2015 | 2016 | 2017 | 2018 | 2019 | 2020 | 2021 |      |
| ↘305 | ↘293 | ↘262 | ↘257 | ↘227 | ↘219 | ↘206 | ↘202 |      |

### Национальный состав
Согласно результатам переписи 2002 года, в национальной структуре населения русские составляли 92 %.

## Улицы
| - ул. Луговая, - ул. Молодёжная, - ул. Победы, | - ул. Прудская, - ул. Хлеборобов, - ул. Центральная. |

## Инфраструктура
В селе функционируют средняя общеобразовательная школа, дом культуры, библиотека, отделение Почты России, фельдшерско-акушерский пункт и магазин.

## Известные уроженцы
- Ромашко, Иван Андреевич (1929—2022) — советский и российский артист оперетты. Народный артист РСФСР.